# Gian Gastone de' Medici
Giovanni Battista Gastone de' Medici, meglio noto come Gian Gastone (Firenze, 25 maggio 1671 – Firenze, 9 luglio 1737), figlio di Cosimo III de' Medici e Margherita Luisa d'Orléans, è stato il settimo granduca di Toscana, ultimo Granduca appartenente alla dinastia dei Medici.
Come Principe cadetto, Gian Gastone non ebbe un ruolo preminente nella politica toscana fino al fallimento del matrimonio del fratello maggiore Ferdinando, quando il giovane fu fatto sposare nel 1697 alla principessa Anna Maria Francesca di Sassonia-Lauenburg. Gian Gastone, uomo mite, colto, amante della pace e omosessuale, mal si trovò con la moglie, caratterialmente agli antipodi. Datosi all'alcolismo e a vizi sfrenati per sopperire alla malinconia di cui soffriva, Gian Gastone successe al padre nel 1723 al trono di Toscana, ormai oggetto di mercanzia delle grandi potenze europee per mancanza di eredi della casata medicea.
Nei suoi quattordici anni di regno, nonostante il cattivo stato di salute, tentò di rimediare al malgoverno paterno, stabilendo la separazione tra Chiesa e Stato, ridando vitalità alla cultura e abbassando le tasse. Costretto a dichiarare erede prima don Carlos dalla Spagna, e poi Francesco Stefano di Lorena dall'Austria, Gian Gastone non seppe tenere una politica estera indipendente, lasciando la Toscana in eredità agli Asburgo-Lorena.

## Biografia

### Giovinezza (1671-1697)

#### Solitudine emotiva ed educazione

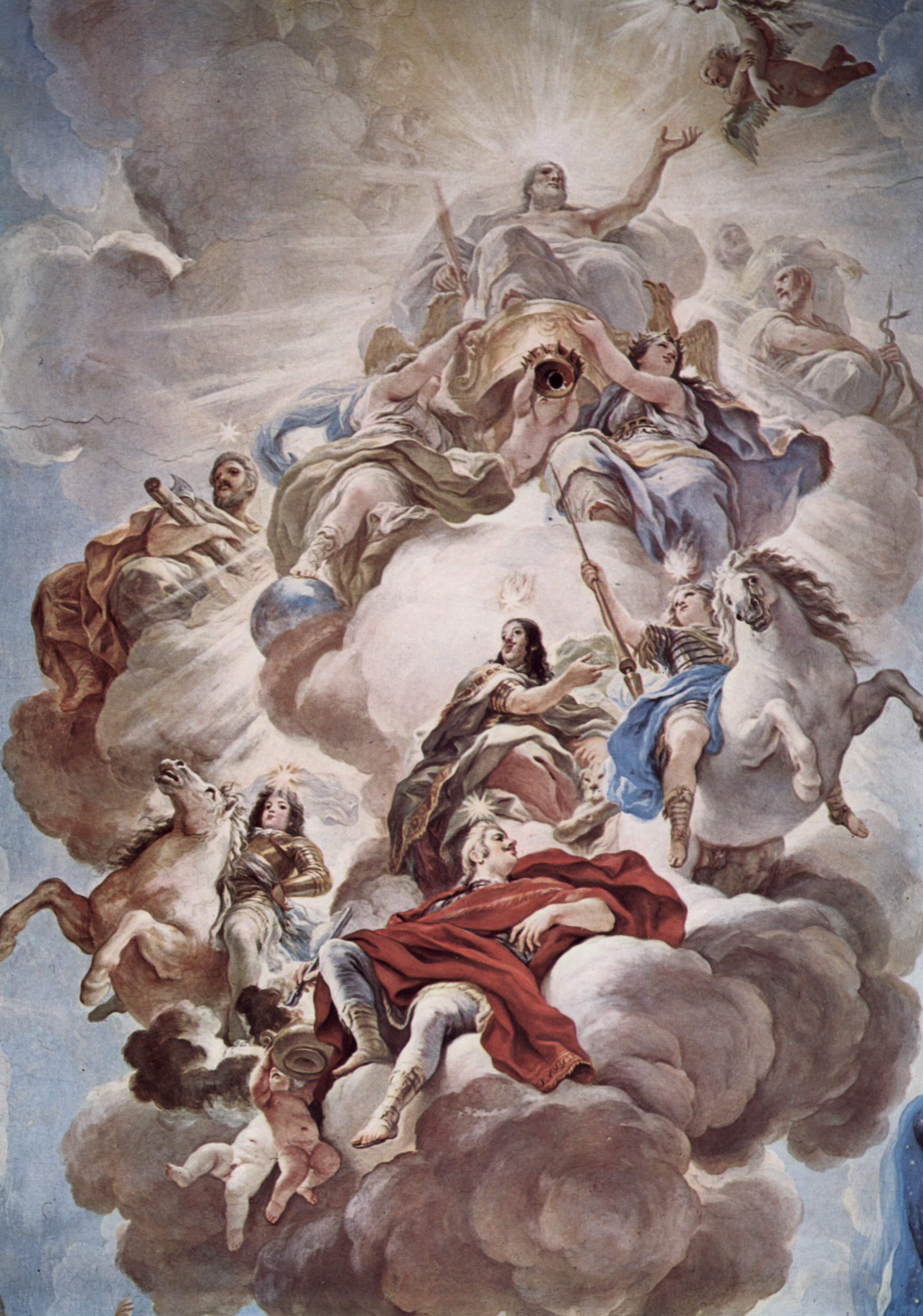
Luca Giordano, Il Trionfo dei Medici, Palazzo Medici Riccardi, 1685.
Gian Gastone è il bambino sul cavallo a sinistra.

Figlio terzogenito di Cosimo III de' Medici e di Margherita Luisa d'Orléans, Gian Gastone, battezzato con questo nome in ricordo del nonno materno, Gastone d'Orléans, crebbe trascurato dai genitori. Dopo che la madre fu tornata in Francia, quando il principino aveva appena quattro anni, tra i due si mantenne una corrispondenza affettuosa che però si diradò progressivamente con l'avanzare degli anni. Al contrario i rapporti col padre Cosimo erano freddi e formali: il Granduca, che mostrava antipatia verso il terzogenito, era occupato soprattutto a curare l'educazione e la carriera del primogenito Ferdinando, erede al trono, e della secondogenita Anna Maria Luisa, considerata una preziosa pedina matrimoniale da spendere per qualche unione illustre. Infatti, quando il re del Portogallo Pietro II propose a Cosimo di far sposare la propria figlia, Isabella Luisa, con Gian Gastone, il granduca non prese in considerazione la proposta, non essendo propenso a fornirgli un adeguato appannaggio.
Per quanto concerne l'educazione di Gian Gastone, essa fu affidata a Pietro Biringucci. Tra gli altri precettori della prima giovinezza si ricordano Valerio Spada e soprattutto il cardinale e studioso di storia ecclesiastica Enrico Noris, col quale il principe amava trascorrere la maggior parte delle giornate. Gian Gastone, sensibile e intelligente, si dedicò presto anche a interessi scientifici (in particolar modo alla botanica), divenendo uno dei più colti principi del suo tempo: conosceva, tra le altre cose, il greco, il latino, lo spagnolo, il francese, il tedesco e perfino l'inglese, lingua quest'ultima ancora poco studiata presso le élite europee.

#### Rapporti coi familiari e incontro con Giuliano Dami
Il giovane, dei cui rapporti col padre si è già accennato, trovò comprensione solo nello zio cardinale Francesco Maria de' Medici, personaggio vizioso e anticonformista nonostante l'abito ecclesiastico, e nella sorella Anna Maria Luisa, l'unica figura "materna" che ebbe modo di conoscere. Il legame tra fratello e sorella si dimostrò, infatti, nella volontà del giovane Gian Gastone di accompagnare Anna Maria Luisa, andata nel 1691 in sposa a Giovanni Guglielmo del Palatinato, fino a Verona.
Il fratello maggiore Ferdinando, al contrario, disprezzava il carattere dimesso e malinconico di Gian Gastone, mentre buoni e affettuosi saranno i rapporti con la moglie di lui, la principessa Violante Beatrice di Baviera, che conobbe quando le andò incontro nel 1688 a Bologna mentre si stava dirigendo verso Firenze per maritarsi con Ferdinando. Negli anni immediatamente precedenti al matrimonio, infine, importantissimo per la vita di Gian Gastone fu l'incontro con Giuliano Dami, un modesto servitore figlio di un contadino toscano, "donatogli" dal marchese Ferdinando Capponi. Il Dami si legherà al granduca per tutta la vita prima come amante e poi come complice delle sue scorribande omosessuali.

### Periodo boemo (1697-1708)

#### Fallimento del granprincipe Ferdinando

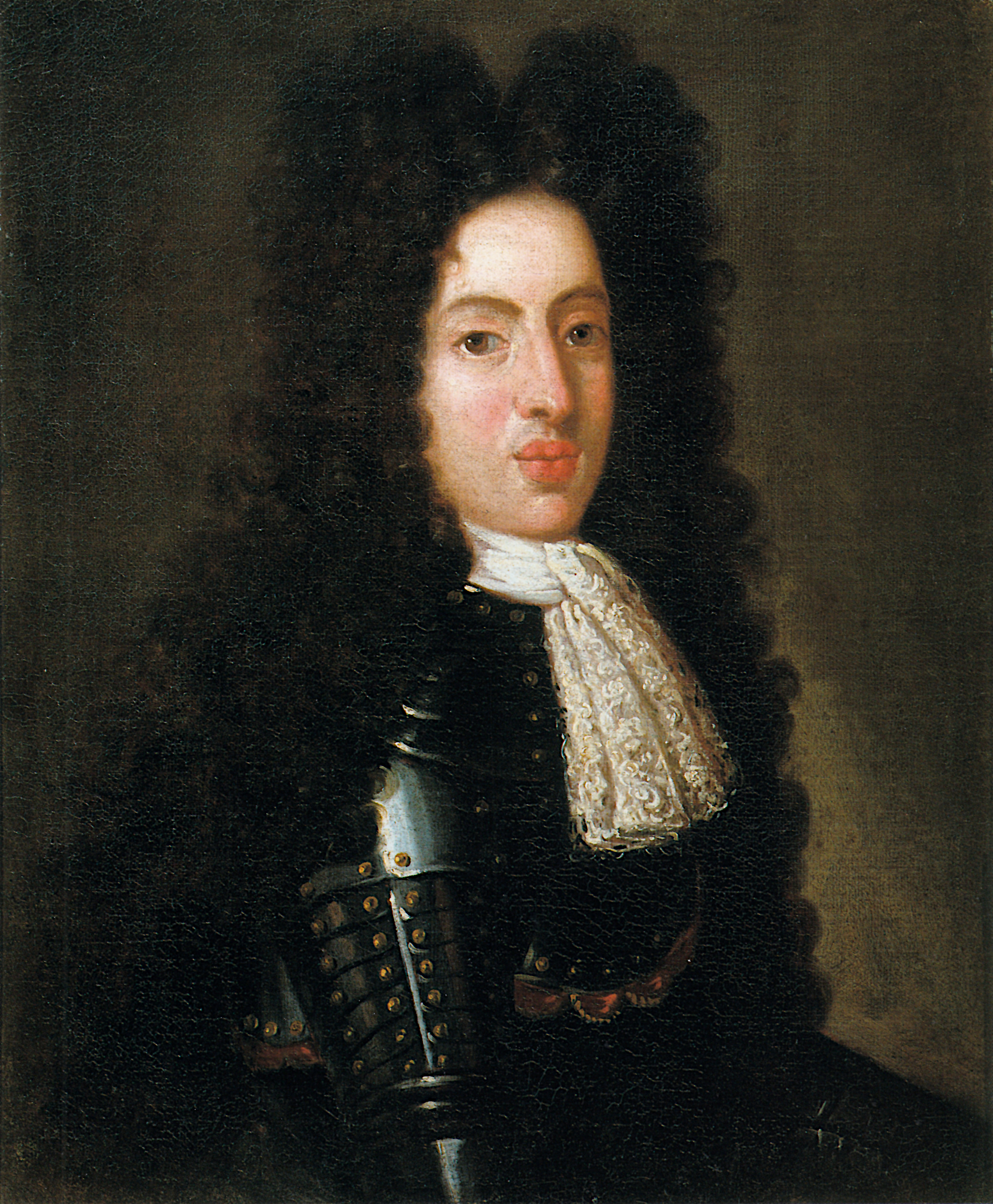
Niccolò Cassana, Gian Gastone, pittura, 1690

Gian Gastone assunse una decisiva importanza agli occhi del padre Cosimo III solo quando fu chiaro che il matrimonio del primogenito Ferdinando con la principessa Violante era destinato a non generare figli. Le problematiche risiedevano sia nell'ostilità di Ferdinando, dichiaratamente bisessuale, di adempiere i propri doveri coniugali verso la moglie, sia nella sifilide che il granprincipe contrasse in occasione di un libertino soggiorno a Venezia, malattia che l'avrebbe portato prima a una precoce demenza e poi a una prematura scomparsa.

#### Sfortunato matrimonio

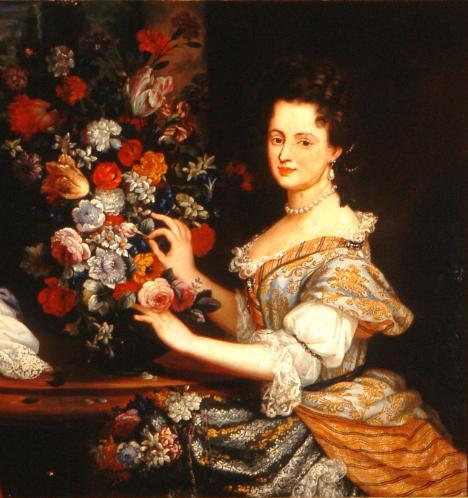
Anna Maria Francesca di Sassonia-Lauenburg

Il padre Cosimo III e la sorella Anna Maria Luisa si misero allora in cerca di una sposa per Gian Gastone. Anna Maria Luisa propose il nome di sua cognata Anna Maria Francesca di Sassonia-Lauenburg, una nobildonna tedesca molto rozza e di gusti volgari, già vedova di Filippo di Neuburg, che si era dato all'alcolismo pur di non stare vicino alla consorte. Il matrimonio con una principessa tedesca fu accolto calorosamente da Cosimo III, desideroso di creare un ramo tedesco dei Medici, obbligando così il secondogenito a sposarsi con Anna Maria Francesca.
Il matrimonio, benché fosse osteggiato dalla stessa Anna Maria Francesca, fu celebrato il 2 luglio del 1697 nella cappella del palazzo palatino di Düsseldorf dal vescovo ausiliare di Osnabrück, Otto Wilhelm von Bronckhorst zu Gronsfeld. Dopo la cerimonia, i novelli sposi iniziarono il viaggio che li avrebbe portati nella residenza della moglie, a Reichstadt, un piccolo villaggio fra le montagne della Boemia: fu impossibile costringere la sposa a trasferirsi a Firenze. Il matrimonio, a causa della differenza di temperamento dei due sposi, finì prestissimo: Gian Gastone, amante della cultura, non trovò nessun appagamento nella compagnia di una moglie dedita esclusivamente ad allevare cavalli e alla pratica degli esercizi fisici all'aperto, che lui apertamente aborriva. Anna Maria Francesca, inoltre, era «capricciosa, isterica, imperiosa, scervellata», carattere che mal si accordava a quello mite e dolce del marito:
(Acton, p. 213)

#### Viaggio europeo e ritorno in Boemia

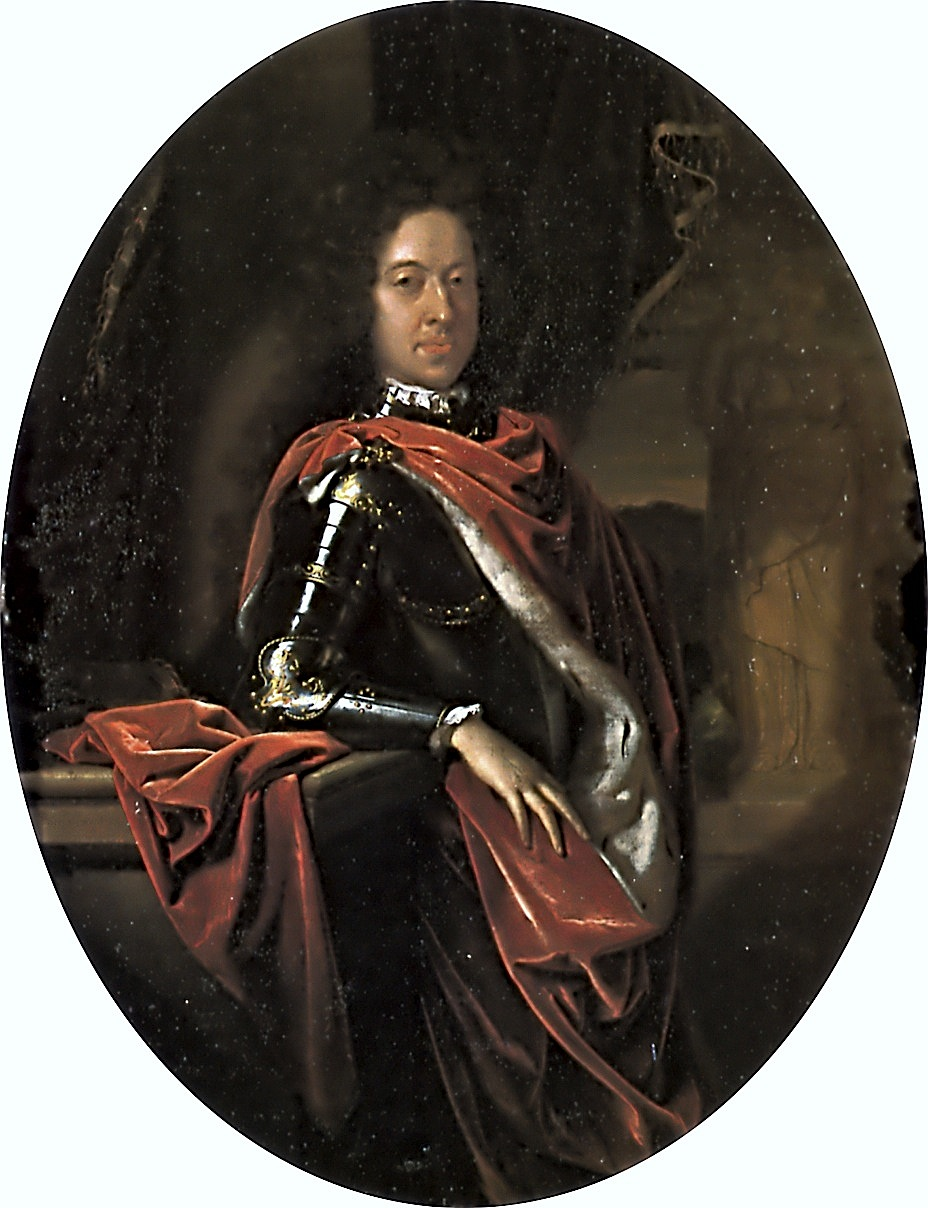
Adriaen van der Werff, Gian Gastone de' Medici, pittura, 1698-1704, Alte Pinakothek, Monaco

I litigi fra i due si fecero sempre più frequenti, elemento che rese la loro convivenza insopportabile. Inoltre, il provincialismo di Reichstadt, luogo privo di qualsiasi attrattiva intellettuale, disgustava il principe, che passava le sue giornate nell'ozio e nell'inattività più completa. Dunque, già a partire dalla primavera dell'anno successivo, Gian Gastone compì, sotto il falso nome di marchese di Siena, un viaggio in tutta l'Europa che l'avrebbe condotto per le Fiandre, la Germania e la Francia. In quest'ultimo paese Gian Gastone ebbe l'onore di essere ricevuto dal re Luigi XIV, il quale rimase colpito dalla personalità del giovane principe e, soprattutto, ebbe modo di rivedere la madre Margherita Luisa, cosa che non accadeva da quando quest'ultima aveva lasciato la Toscana; l'incontro, nonostante le aspettative del figlio, fu freddo e formale.
Quando Cosimo seppe del viaggio di Gian Gastone, che non aveva ricevuto l'autorizzazione paterna di allontanarsi dalla moglie, si infuriò e costrinse il figlio a far ritorno a Reichstadt (autunno del 1698) per adempiere ai suoi doveri coniugali. Il rientro, comunque, non fu coronato da una ritrovata armonia di coppia; Gian Gastone, negli anni successivi, rimase sempre meno tempo a Reichstadt, soggiornando sempre più spesso a Praga, dove incominciò ad abbandonarsi ai piaceri più turpi in postriboli e in taverne e a darsi all'alcol, accompagnato in queste scorribande immancabilmente da Giuliano Dami, che faceva di tutto per assecondare i desideri del suo padrone:

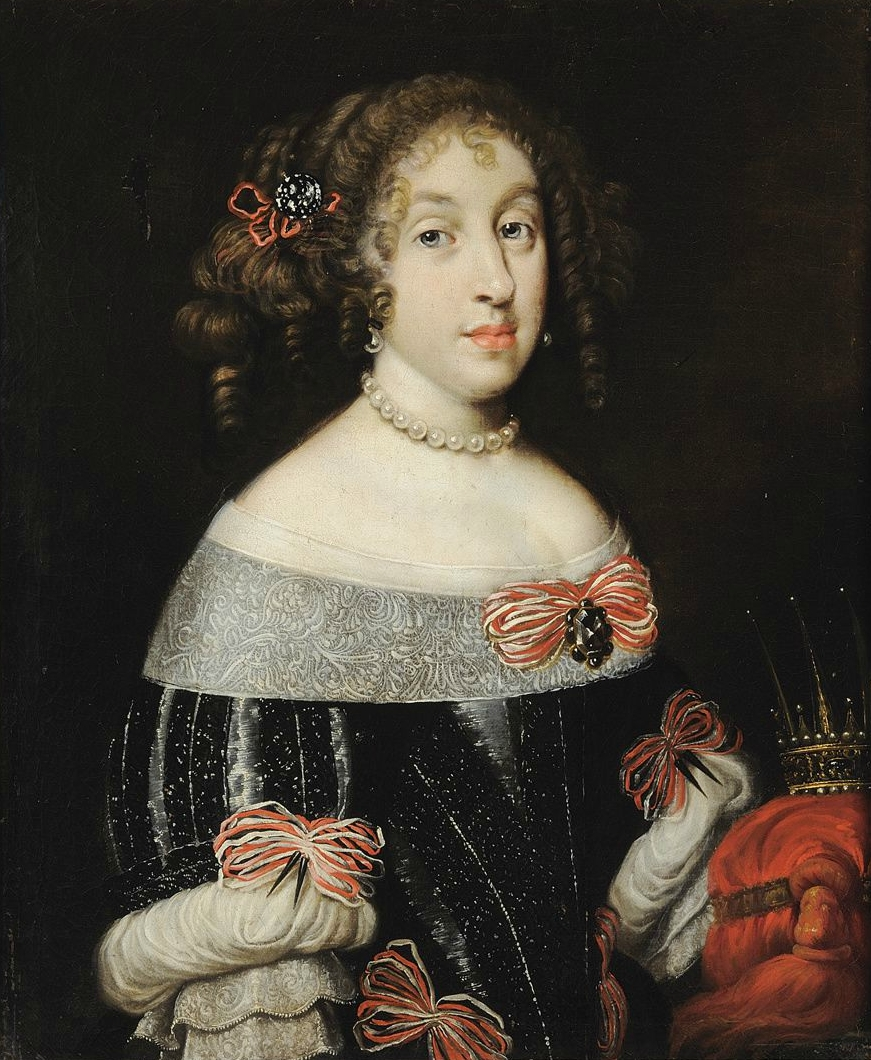
Scuola fiorentina, Margherita Luisa d'Orléans Granduchessa di Toscana, 1670 circa, olio, Galleria Palatina, Palazzo Pitti, Firenze. Il viaggio di Gian Gastone a Parigi per incontrare la madre si rivelò infruttuoso, dal punto di vista affettivo.

(Riguccio Galluzzi, p. 33)

#### Rottura definitiva
Nonostante il fallimento matrimoniale, Cosimo premeva perché il figlio adempisse ai suoi doveri coniugali. La declinante salute del primogenito Ferdinando, che ormai si stava avviando all'ultimo stadio della sifilide, aveva spento nell'anziano Granduca la speranza che da lui proseguisse la dinastia. Necessitava, dunque, che questa fosse continuata da Gian Gastone, e Cosimo tentò vari espedienti perché il matrimonio fosse almeno consumato.
Oltre a insistere col figlio al riguardo, fece pressioni sulla nuora attraverso l'arcivescovo di Praga Johann Joseph von Breuner, i suoi parenti più stretti e infine, nel 1708, attraverso lo stesso pontefice Clemente XI, che esortò Anna Maria Francesca a raggiungere il marito a Firenze, città in cui Gian Gastone era già ritornato col consenso paterno una prima volta nel giugno del 1705, per rimanerci definitivamente dalla primavera del 1708. La principessa tedesca, dopo aver fatto sperare in un suo arrivo nel capoluogo toscano, decise di rimanere a Reichstadt: temeva i Medici, a causa anche delle dicerie sui presunti avvelenamenti che i membri di questa casata avrebbero propinato alle proprie mogli nelle generazioni precedenti.

### Tra il 1708 e il 1723

#### Ritorno a Firenze e matrimonio di Francesco Maria

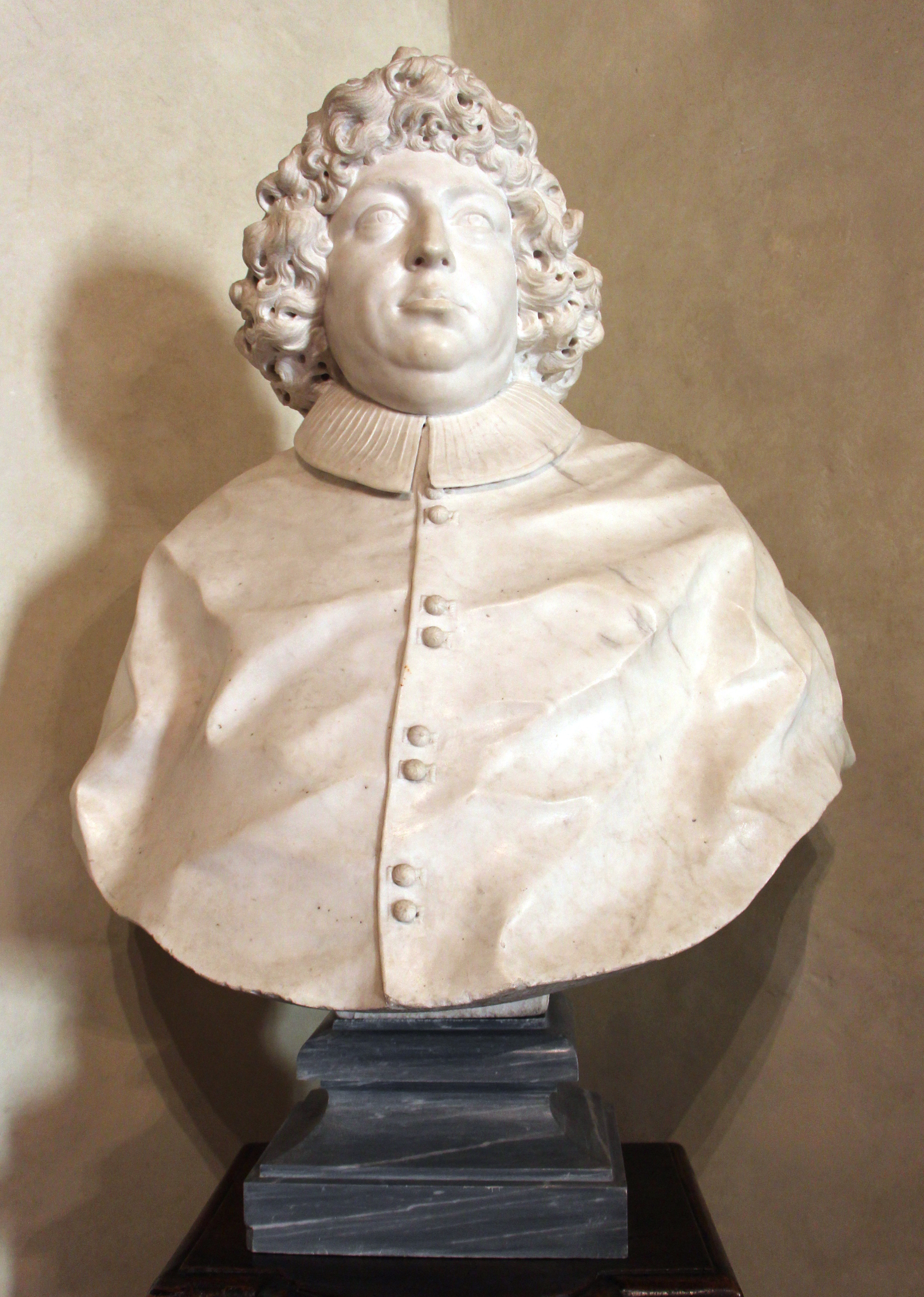
Giovan Battista Foggini, Busto del cardinale Francesco Maria de' Medici. Il cardinale, fatto sposare a Eleonora Gonzaga pur di far continuare la dinastia, mostrò sentimenti benevoli verso i nipoti Ferdinando e Gian Gastone.

Gian Gastone, pur abitando a Palazzo Pitti, condusse vita semplice e ritirata, estraniandosi completamente dagli affari di Stato, per i quali non aveva mai mostrato alcun interesse, e continuò a odiare il fasto della corte come aveva sempre fatto. Passava il tempo leggendo opere scientifiche, specie di botanica, e raccogliendo oggetti di antiquariato, di cui era buon intenditore. Soprattutto, però, trascorreva la maggior parte delle sue giornate ubriacandosi, partecipando ai giochi erotici di cui il Dami era l'organizzatore e conducendo vita notturna:
(Testimonianza riportata in Acton, p. 249)
Intanto, Cosimo III aveva organizzato un tragicomico tentativo per avere un erede alternativo a Gian Gastone. Il Granduca fece infatti abbandonare il cappello cardinalizio a Francesco Maria e lo costrinse a sposare la giovanissima principessa Eleonora Luisa Gonzaga nella speranza che avessero un figlio. Il matrimonio, officiato nel 1709, non fu però mai consumato a causa della resistenza della sposa diciassettenne, che provava ripugnanza nell'unirsi a un uomo devastato dalla pinguedine, e dello stesso Francesco Maria, per nulla interessato alla vita matrimoniale. La speranza in una prole da questo matrimonio rimase perciò vana, e dopo due anni dalla sua celebrazione Francesco Maria spirò, mettendo di fatto fine alle speranze del granduca Cosimo in una prosecuzione della dinastia.

#### Erede al trono e crisi di successione
(epigramma affisso di nascosto a Palazzo Pitti riportato in Montanelli-Gervaso, p. 217)

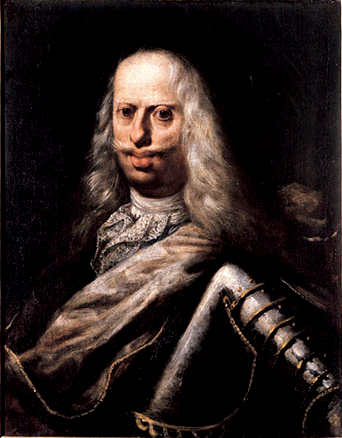
Cosimo III anziano, pittura, 1700-1723, Museo della Basilica di Santa Maria, Impruneta. Negli ultimi suoi anni Cosimo III tentò, inutilmente, di opporsi alla politica degli Stati europei, intenzionati a spartirsi l'eredità medicea.

Il 31 ottobre del 1713 spirava anche il granprincipe Ferdinando, cinquantenne: afflitto da crisi epilettiche e da una precoce demenza, non riusciva più a riconoscere il padre. All'indomani della sua morte, Gian Gastone divenne automaticamente erede al trono e, all'estero, le principali potenze europee cominciarono a intavolare fra di loro delle trattative per decidere quale principe sarebbe succeduto al trono del Granducato dopo la sua morte.
Cosimo III, inizialmente, propose, dopo l'estinzione della casata, la restaurazione dell'antica Repubblica fiorentina, secondo un disegno promosso dal marchese Carlo Rinuccini nella conferenza di Getruidenberg; poi Cosimo, disgustato dai mercanteggiamenti delle potenze europee riunite a Utrecht per porre fine alla sanguinosa guerra di successione spagnola (1700-1714), reagì nominando come successore di Gian Gastone la figlia Anna Maria Luisa, facendo approvare tale decreto dal Senato fiorentino il 27 novembre: era la fine del progetto repubblicano, inizialmente sostenuto da Gran Bretagna e Province Unite. Mentre l'Austria, che intendeva estendere la propria influenza sull'Italia centrale, si oppose al decreto, Francia, Province Unite e Gran Bretagna l'accolsero inizialmente in modo positivo.
Nel 1718, però, in seguito a un nuovo mutamento della politica internazionale, i membri della quadruplice alleanza (Gran Bretagna, Province Unite, Francia e Austria) decisero che a Gian Gastone sarebbe dovuto succedere sul trono di Toscana il principe don Carlos, figlio di Filippo V di Spagna e di Elisabetta Farnese, quest'ultima discendente a sua volta dei Medici per via matrilineare. Cosimo, ormai quasi ottuagenario, si ribellò, avviando una politica di riarmamento per difendere il regno dall'interferenza straniera e, nel contempo, affidò alla figlia, rimasta vedova nel 1717 e rientrata a Firenze a causa dell'ostilità del nuovo elettore Carlo III Filippo, incarichi di natura politica.
Gian Gastone invece non mostrò alcun interesse verso il trono che gli sarebbe toccato, rimanendo sempre il più lontano possibile dalla vita politica ed estraniandosi dalla vita di corte, che detestava. Mantenne invece sempre buoni rapporti con la cognata Violante di Baviera, la quale decise di rimanere in Toscana anche dopo la morte del marito. Inoltre, mentre Cosimo adorava sua figlia, il futuro granduca aveva maturato un profondo rancore nei confronti della sorella, in quanto la riteneva responsabile in prima persona del suo sfortunato matrimonio. Un analogo sentimento era nutrito anche da Violante nei confronti della cognata, della quale mal sopportava la forte personalità esercitata a corte, al punto da valutare la possibilità di ritornare in Baviera. Fu così che Cosimo, per evitare gli scontri fra le due donne, nominò Violante governatrice di Siena.

#### Reggenza di Gian Gastone e morte di Cosimo
Benché Cosimo III preferisse la figlia a Gian Gastone, la legge di successione al trono gli impediva di delegittimare il successore, per cui il vecchio granduca si decise ad affidare alcuni incarichi di rappresentanza al figlio solo verso gli ultimi anni della sua vita; esemplare è quando a Gian Gastone fu chiesto, nel giugno del 1720, di rappresentare il padre ammalato in occasione della festa di San Giovanni, in cui le città del Granducato, rappresentate ciascuna da un delegato, rendevano omaggio al sovrano. Nel luglio del 1722 partecipò ai lavori della Consulta di Stato, sempre in rappresentanza del padre.
Questi, benché seguisse uno stile di vita salutare e morigerato dettatogli dal medico e poeta Francesco Redi, iniziò a soffrire dei sempre più numerosi acciacchi della vecchiaia. Il 22 settembre del 1723, mentre era al tavolo di lavoro, fu colpito da un violento attacco di tremore, segno della fine imminente. Nonostante volesse controllare tutti gli atti, l'anziano granduca lasciò le redini del governo nelle mani del figlio, che al momento del tracollo paterno si trovava a Pescia. Dopo cinquantatré giorni di malattia, il 31 ottobre, Cosimo III, granduca per cinquantatré anni, spirò, lasciando dietro di sé una pesante eredità per il suo successore.

### Regno (1723-1737)

#### Politica interna

##### Premesse

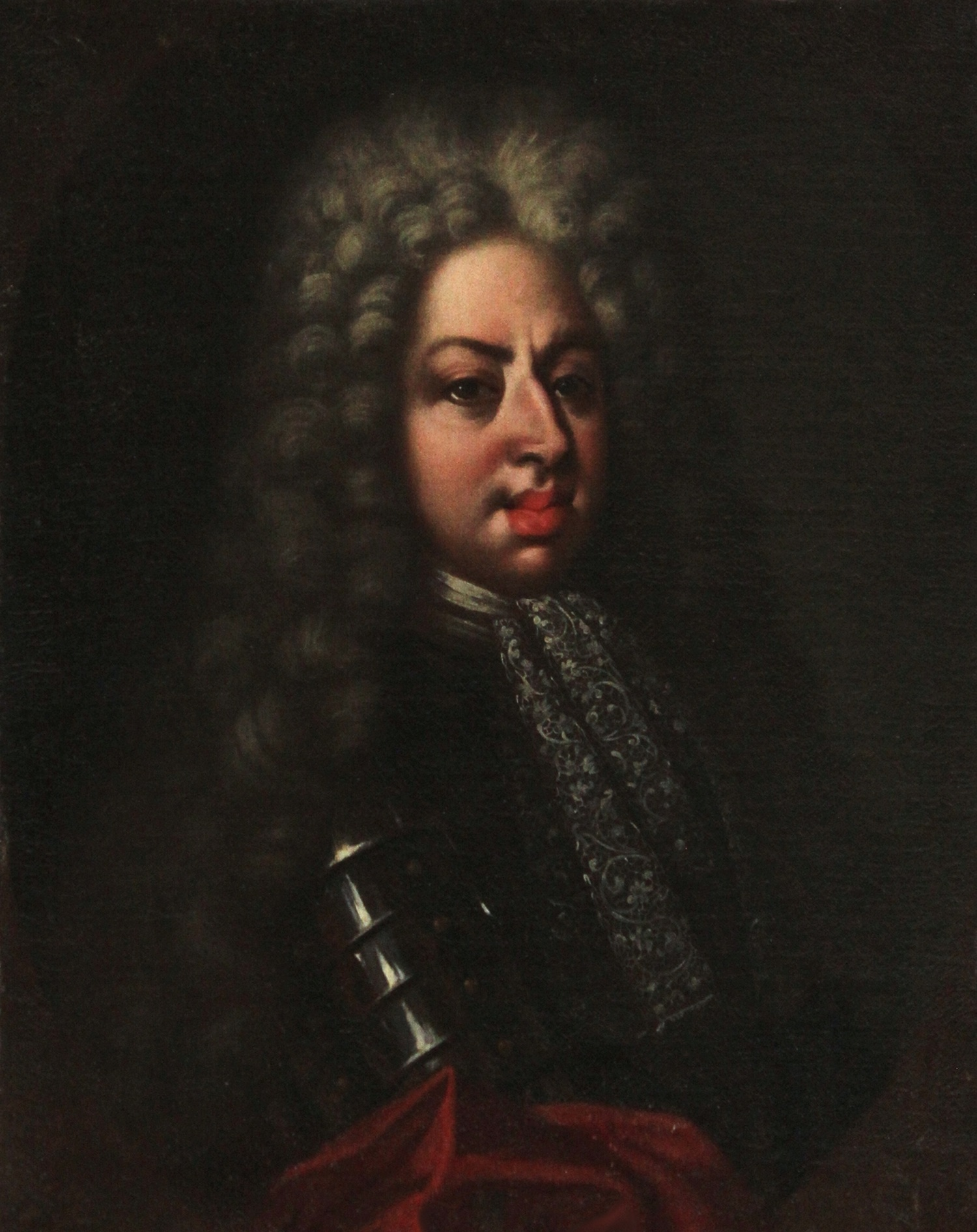
Ritratto di Gian Gastone de' Medici attribuito a Carlo Berti

Gian Gastone salì al trono in una contingenza politica a lui ampiamente sfavorevole: non solo la Toscana era diventata una mercanzia delle grandi potenze europee, ma lo stesso Stato versava nelle condizioni più misere a causa del malgoverno paterno. In primo luogo, il fanatismo religioso del padre aveva ridotto la Toscana a uno Stato "monastico", regolato da provvedimenti legislativi moralizzatori, da una fitta rete di spie ecclesiastiche che dovevano controllare la condotta dei sudditi e dai forti versamenti in denaro che Cosimo III usava elargire agli ecclesiastici e a coloro che si erano convertiti al cattolicesimo. Inoltre, per sostenere il lusso della corte e le spese per processioni e funzioni varie, Cosimo III aveva imposto un forte sistema tributario che andava a colpire le classi medie, distruggendo di fatto l'economia toscana. Così Jacopo Riguccio Galluzzi descriveva, nel 1821, lo stato di salute del Granducato all'indomani della morte di Cosimo III:
(Rinaldo Galluzzi, p. 209; p. 210)

##### Separazione tra Stato e Chiesa

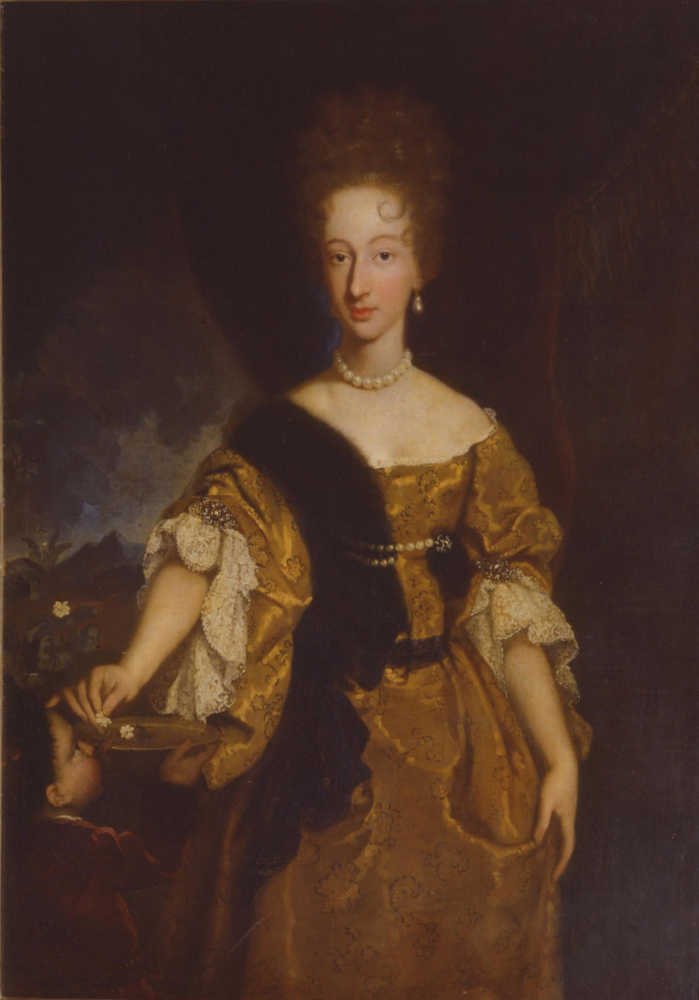
Niccolò Cassana, Violante Beatrice di Baviera, olio su tela, 1690 circa, Museo Stibbert, Firenze. La cognata di Gian Gastone, donna intelligente e sensibile, svolse il ruolo di first lady, in assenza della granduchessa Anna Maria Francesca.

Gian Gastone, benché non avesse mai amato il potere e fosse in pessime condizioni di salute, seppe gestirlo con accortezza e buon senso, abrogando la maggior parte delle leggi paterne ed effettuando alcune grandi riforme che getteranno, almeno in parte, le basi di quelle che sarebbero state successivamente compiute da Pietro Leopoldo. In primo luogo, Gian Gastone condusse una politica laica e ridusse il potere e l'influenza della Chiesa, tagliando le pensioni ai convertiti ed eliminando il sistema di spionaggio ecclesiastico.
Da questa rottura con la politica di Cosimo III derivarono alcuni scontri tra il nuovo granduca e l'autorità ecclesiastica, come quando l'arcivescovo di Firenze gli reclamò l'applicazione di alcune leggi ecclesiastiche in contrasto con il codice granducale o quando il papa Clemente XII (1730-1740) gli impose di licenziare il ministro Giulio Rucellai perché aveva tentato di difendere il patrimonio mediceo dalle mire pontificie. Nel primo caso Gian Gastone ordinò all'arcivescovo di non intromettersi nelle decisioni dello Stato; nel secondo, non rispose nemmeno all'ammonizione del pontefice.
Altri provvedimenti di natura opposta al regno paterno furono il permesso alla massoneria di radicarsi in Toscana e l'abolizione dei decreti contro le prostitute, gli ebrei e le feste laiche. Nonostante il cambiamento patrocinato da Gian Gastone, papa Benedetto XIII (1723-1730), «in segno della sua stima per i Medici», decise di conferire alla principessa Violante l'ambita rosa d'oro della cristianità, massima onorificenza per quelle donne cattoliche che avevano dimostrato indiscutibili virtù cristiane.

##### Provvedimenti culturali

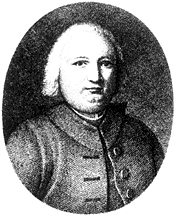
Incisione di Pompeo Neri. Gian Gastone favorì i nuovi ingegni, dando nuova linfa all'Università di Pisa.

Gian Gastone, nei suoi quattordici anni di regno, ebbe modo di dimostrare il suo carattere liberale intervenendo in altri campi. In primo luogo risollevò le sorti dell'Università di Pisa, che il padre aveva in disistima: dal 1691 vi aveva anche proibito l'insegnamento della filosofia epicurea a causa del materialismo che essa professava. Gian Gastone invece chiamò Pompeo Neri a insegnarvi diritto della natura e permise l'istituzione di nuove cattedre come chirurgia teorica, chimica, algebra e la realizzazione di un osservatorio astronomico.
Sempre in ambito scientifico, il granduca fece tributare, poco prima di morire, solenni onoranze a Galileo Galilei nella basilica di Santa Croce. Il rinnovato vitalismo culturale patrocinato dal Granduca ebbe degli echi non solo a Pisa, dove furono chiamati a insegnare i matematici Odoardo Corsini e Luigi Guido Grandi, l'umanista Alessandro Politi e il medico Gaspare Cerati, ma anche a Firenze, dove allo Studium fu invitato a tenere corsi di storia ecclesiastica Giovanni Lami. Anche la principessa Violante contribuì al rinnovato amore per le arti e le scienze e, «seguitando l'esempio del suo defunto marito [il granprincipe Ferdinando, n.d.a], intraprese a proteggere e favorire gl'ingegni che si distinguevano sopra delli altri».

##### Altre iniziative
Il governo di Gian Gastone, inoltre, si caratterizzò per la mitezza dell'amministrazione della giustizia: dopo aver liberato i toscani dallo spionaggio ecclesiastico, Gian Gastone abolì de facto la pena di morte e concesse, al momento della sua ascesa al trono, un'amnistia generale per i carcerati. Inoltre ridusse le tasse, con gran sollievo del popolo, come quella del grano che fu abbassato di quattro paoli allo staio.

#### Politica estera

##### Don Carlos erede
(Gian Gastone al momento dell'ascesa al trono, in Montanelli-Gervaso, p. 220)

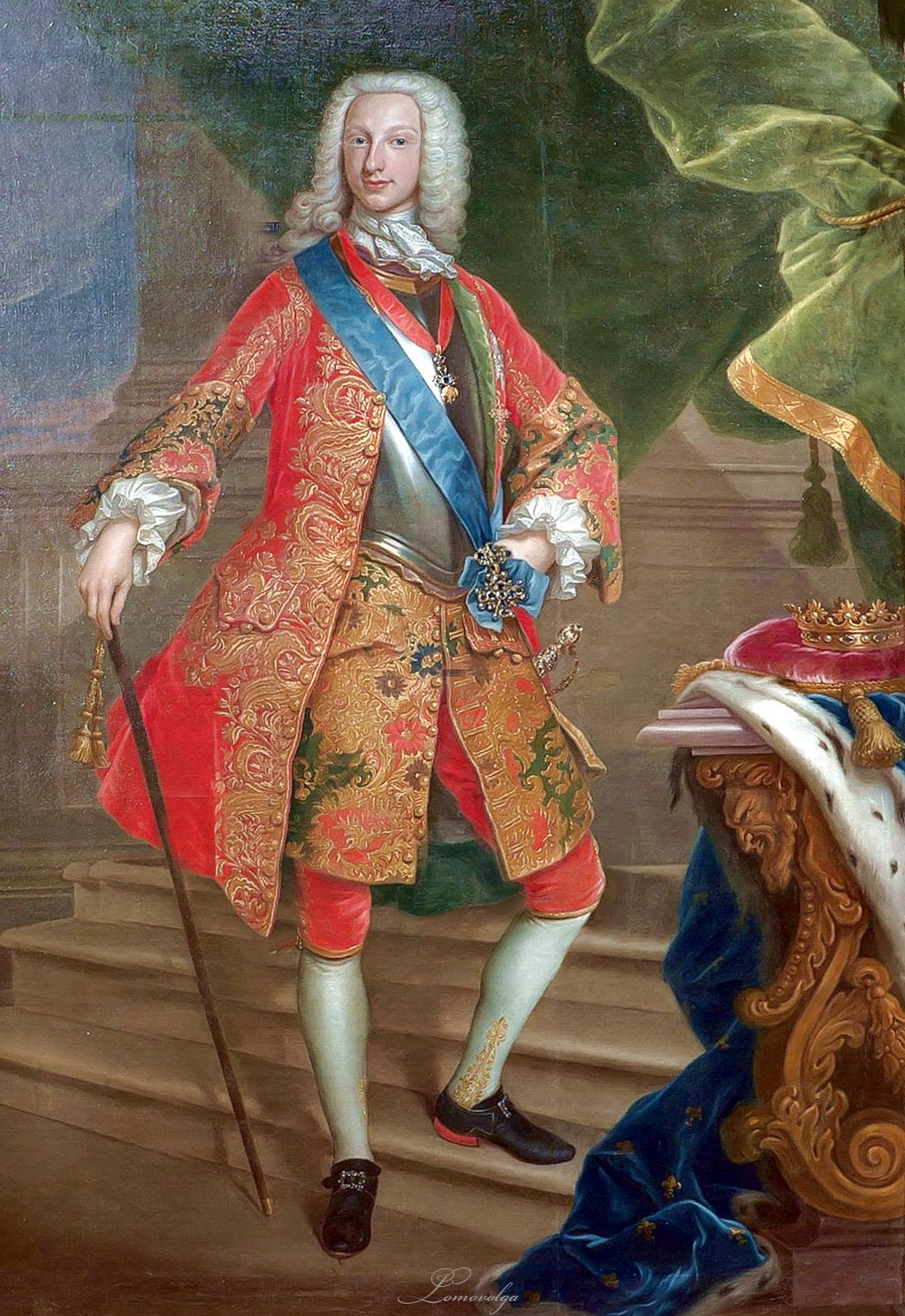
Giovanni Maria delle Piane detto "il Mulinaretto", Carlo, duca di Parma, pittura a olio, 1732, Palazzo Reale della Granja de San Ildefonso. Primo erede al trono toscano, il giovane don Carlos seppe conquistarsi la simpatia di Gian Gastone e del popolo fiorentino.

La politica estera di Gian Gastone si concentrò sulla questione della successione, continuando di fatto la linea diplomatica perseguita da Cosimo III negli ultimi anni della sua vita. Già dal 1718, le grandi potenze avevano stabilito che a Gian Gastone sarebbe dovuto succedere il primogenito di Filippo V e di Elisabetta Farnese, il principe don Carlos, futuro re di Napoli prima e di Spagna poi. Le proteste di Cosimo III prima, e di Gian Gastone poi, non furono ascoltate, costringendo gli ultimi esponenti della casata ad accettare la decisione stabilita nel trattato di Londra. Si cercò allora di attuare una politica estera autonoma da parte della corte medicea, tentando, nel 1723, di far sposare Anna Maria Luisa con il re di Sardegna Vittorio Amedeo II, ma le trattative fallirono, relegando sempre più la diplomazia toscana alle dipendenze di quelle inglese, austriaca e spagnola.
Inoltre, le pessime condizioni di salute del granduca tenevano deste le aspirazioni delle potenze europee, sempre pronte a occupare il trono toscano; nel 1728, in seguito a un infortunio, fu fatta spargere la voce che Gian Gastone fosse morente, spingendo la Spagna a muovere il suo esercito contro la Toscana per occuparla. La smentita della notizia e la risolutezza del granduca permisero il ripristino dello status quo. Comunque, quando don Carlos - che aveva appena sedici anni - arrivò, accompagnato da 6 000 soldati spagnoli, il 9 marzo del 1732 a Firenze, fu ben accolto dal granduca che, afflitto dalla scomparsa dell'amata cognata Violante nel 1731, rimase favorevolmente colpito dal carattere gioviale e allegro del giovane. Indice di questo stato d'animo è l'aneddoto riportato dal Von Poellnitz nel momento in cui Gian Gastone lo proclamò ufficialmente suo erede:
(Von Poellnitz in Acton, p. 308)

##### Elezione di Clemente XII e Francesco Stefano di Lorena

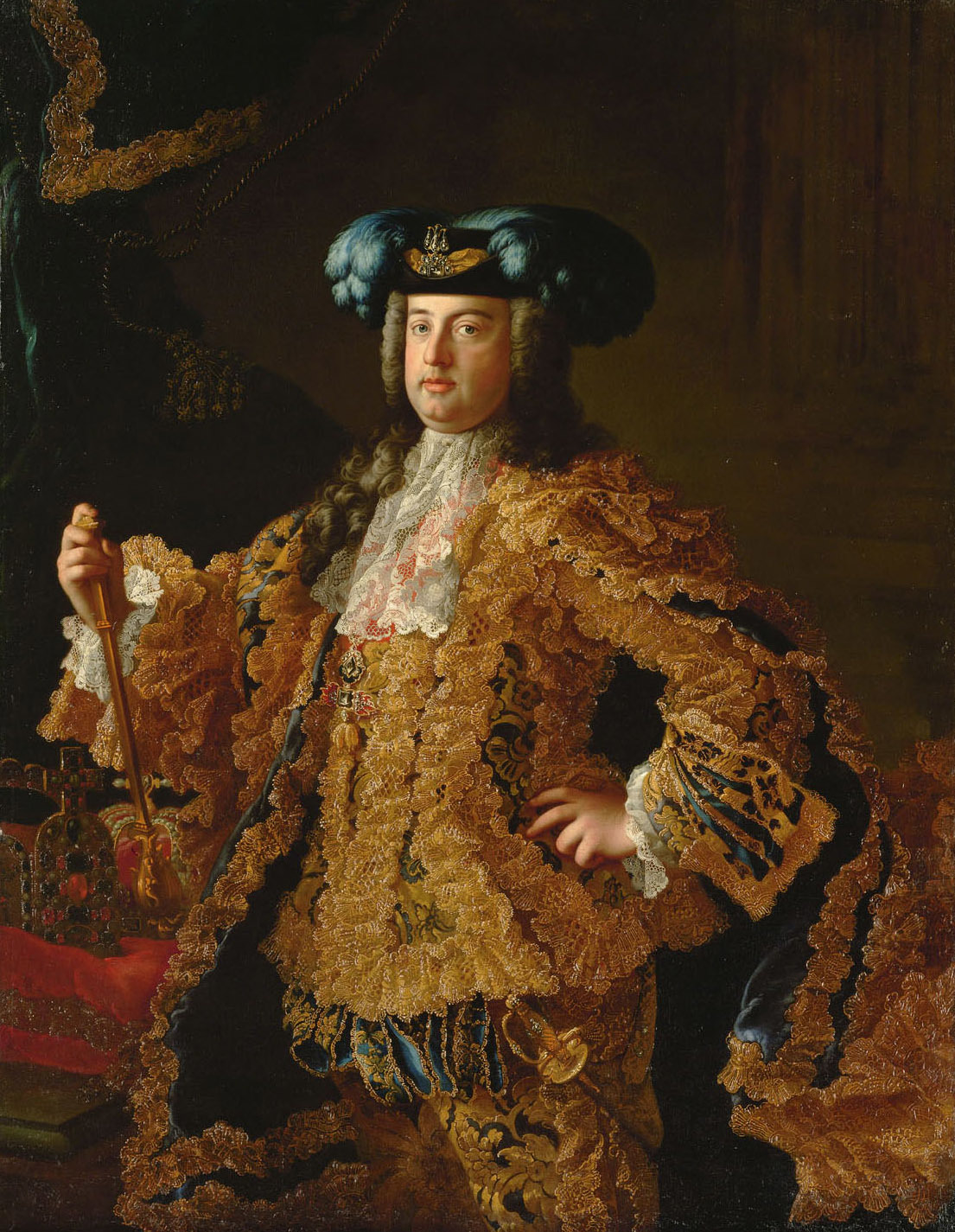
Martin van Meytens, Francesco I nelle vesti di imperatore, olio su tela, 1745, Kunsthistorisches Museum, Vienna. Fidanzato di Maria Teresa, regnerà - seppur de jure, dal momento che risiedeva a Vienna - come Francesco II di Toscana dal 1737 al 1765.

Gian Gastone cercò di recuperare prestigio e credito manifestando la propria influenza nella nomina del nuovo pontefice, affinché questi fosse inoltre favorevole sia alla causa dei Medici, sia al mantenimento della pace in Europa. Nel 1730, infatti, morto Benedetto XIII, si aprì il conclave, e subito il granduca, coadiuvato dalla principessa Violante, cercò di spingere il Sacro Collegio a nominare pontefice il cardinale fiorentino Lorenzo Corsini, rinomato per i servigi in campo economico e politico che aveva reso allo Stato Pontificio e amico personale della principessa Violante.
Il cardinale, benché fosse poi eletto papa col nome di Clemente XII, non riuscì a preservare il Vecchio continente da un nuovo conflitto bellico, quale fu la guerra di successione polacca (1733-1738). Questa nuova guerra di successione, per quanto fosse apparentemente incentrata sulla scelta del candidato al trono polacco, cambiò nuovamente le carte in tavola per quanto riguardava la successione al trono toscano. Nel 1735 le grandi potenze decisero che Stanislao Leszczyński, il pretendente francese al trono polacco, avrebbe ottenuto come indennizzo il Ducato di Lorena, il cui erede era Francesco Stefano, fidanzato della figlia di Carlo VI d'Asburgo, Maria Teresa.
In cambio delle terre avite, il giovane lorenese avrebbe ricevuto il Granducato di Toscana, dal momento che la Spagna, nel corso della guerra, era riuscita negli anni 1734-1735 a conquistare le Due Sicilie per don Carlos, il quale rinunciò ai suoi diritti sulla Toscana pur di ottenere il riconoscimento dei suoi diritti sui regni di Napoli e di Sicilia da parte dell'Austria. Gian Gastone, conscio che le forze erano impari, non provò nemmeno a opporre resistenza ai progetti delle potenze europee, cambiando nuovamente il suo testamento in cui l'erede designato diventava ora l'ex duca di Lorena. Riuscì soltanto a farsi promettere che, al momento dell'ascesa di Francesco Stefano, la Toscana sarebbe rimasta sempre uno Stato autonomo, e non una provincia dell'Impero asburgico, patto che verrà rispettato alla conclusione della guerra di successione austriaca, nel 1748.

### Morte e esequie solenni

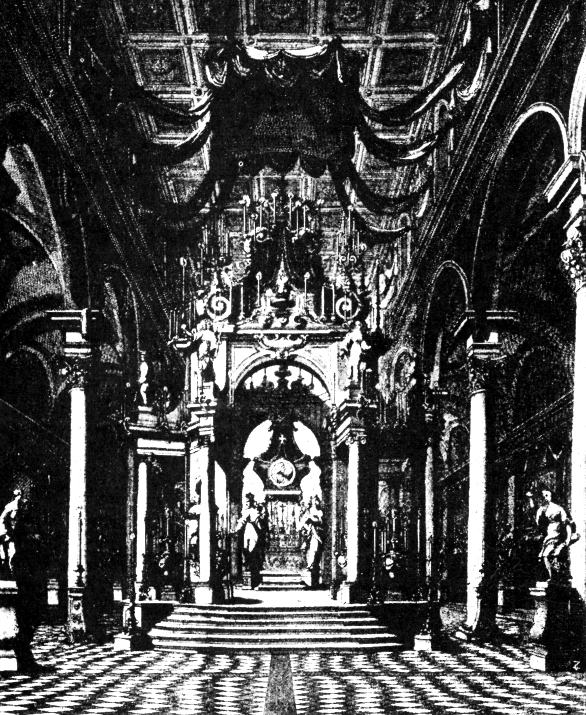
Le esequie di Gian Gastone nella basilica di San Lorenzo

La salute del granduca Gian Gastone, oramai minata da anni, peggiorò sensibilmente nel giugno del 1737. Il principe di Craon, arrivato in quel mese a Firenze in rappresentanza del futuro granduca Francesco Stefano di Lorena, scrisse a quest'ultimo una missiva di tali parole:
(frase riportata in Acton, p. 311)

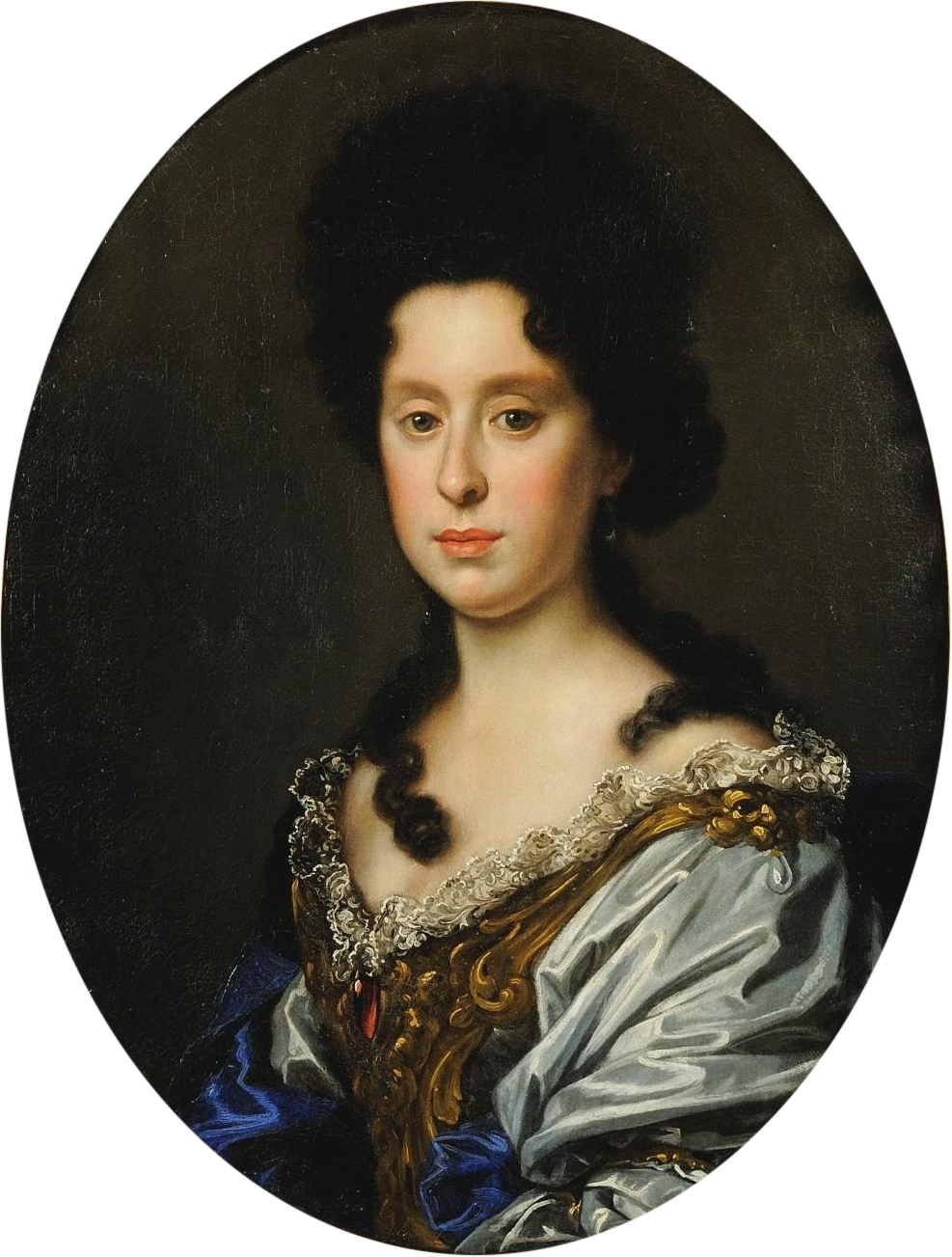
Antonio Franchi detto Il Lucchese, Ritratto di Anna Maria Luisa de' Medici, olio su tela, 1690-91, Galleria Palatina (Palazzo Pitti), Firenze. Anna Maria Luisa fu ritenuta responsabile, dal fratello, dello sfortunato matrimonio con Anna Maria Francesca, cosa che suscitò in Gian Gastone sentimenti di rancore.

Alcuni giorni dopo, l'elettrice Anna Maria Luisa, preoccupata per la salute del fratello (che aveva ordinato di non farla entrare nei propri appartamenti), riuscì a entrare nella camera del granduca attraverso un passaggio segreto. Gian Gastone, nonostante l'agonia, non appena la vide riuscì a gridarle di andarsene e le rivolse parole offensive chiamandola "puttana" e con altri epiteti. Tuttavia, saputo che la sorella stava piangendo disperata in camera sua, Gian Gastone si pentì e le mandò le sue scuse, dicendole anche che poteva venire a trovarlo a suo piacere.
La mattina dell'8 luglio Gian Gastone si confessò con don Ippolito Rosselli, priore della chiesa di Santa Felicita, e poi ricevette il viatico. Verso mezzogiorno ricevette l'estrema unzione e, fissando un crocifisso, disse: «Sic transit gloria mundi». Dopo aver passato il pomeriggio a pregare, verso sera fu deciso di far riposare il granduca. Alle due e venti pomeridiane del 9 luglio Gian Gastone de' Medici, ultimo granduca di Toscana della sua dinastia, spirò serenamente, circondato dalla sorella Anna Maria Luisa, dai più importanti ecclesiastici toscani e dalle maggiori cariche del regno.
Il principe di Craon, reggente in nome del nuovo granduca Francesco Stefano, comandò al generale Wactendonck di prendere ordini dall'elettrice Anna Maria Luisa per organizzare le esequie di Gian Gastone, affinché avvenissero secondo le forme e l'abituale sfarzo di Casa Medici. Il 10 luglio, dopo l'autopsia e l'imbalsamazione, il corpo di Gian Gastone fu esposto a Palazzo Pitti su un sontuoso catafalco a forma di trono, ricoperto da una coltre di velluto nero ricamata d'oro con le armi dei Medici. Per tre giorni un lungo corteo andò a visitare la salma del granduca e infine la sera del 14 luglio iniziò il corteo funebre da Palazzo Pitti alla basilica di San Lorenzo:
(Conti, p. 908)
L'elettrice palatina, arrivata alla basilica in carrozza, ne scese e accompagnò la salma fino a quando fu deposta su un gran catafalco d'argento posto dinanzi all'altare maggiore. Dopo la partenza di Anna Maria Luisa, il corpo fu prelevato e posto in tre casse: una di piombo, una di cipresso e una di legno comune. Le esequie solenni furono celebrate il 9 ottobre 1737 per ordine del nuovo granduca e l'orazione funebre fu tenuta dall'abate Giuseppe Buondelmonti.

## Vita privata

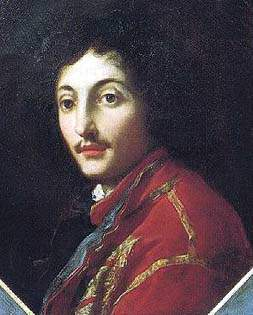
Ritratto di Giuliano Dami. Prima amante e poi organizzatore dei festini di Gian Gastone, Giuliano Dami divenne un personaggio estremamente potente nel corso del regno del suo padrone, per poi cadere inevitabilmente dopo la sua morte.

### Un personaggio complesso
Gian Gastone è uno dei personaggi più equivoci della storia dei Medici: uomo colto e dotato di non comune intelligenza - ne sono indici le arguzie che sono state in parte riportate nelle sezioni precedenti - il granduca viveva secondo metodi e ritmi non degni della sua posizione. Sulla sua vita privata sono stati riportati molti aneddoti, alcuni frutto della libellistica attuata successivamente da coloro che avevano avversato la condotta politica e morale del granduca. Di sicuro Gian Gastone, come il fratello Ferdinando, aveva sviluppato il proprio modo di vivere in contrapposizione all'ambiente bigotto e alla solitudine emotiva in cui era cresciuto; in seguito al suo sfortunato matrimonio aveva poi acutizzato il proprio comportamento, finendo per diventare alcolista.
Col passare degli anni, inoltre, Gian Gastone accentuò quel suo lato malinconico e solitario, facendosi sempre meno vedere durante le celebrazioni pubbliche. Aveva terrore della folla e, quando partecipò nel 1729 alla tradizionale festa di San Giovanni su invito della sorella Anna Maria Luisa, per alleviare il suo timore si ubriacò, dando di sé un'immagine non molto edificante ai sudditi che, nonostante tutto, lo presero in simpatia per le riforme liberali da lui adottate. Gian Gastone, infatti, si mostrò in pubblico soltanto nei primi anni di regno; poi, a partire dai primi anni trenta - se si eccettua un'uscita nel 1735 - rimase chiuso dapprima nei suoi appartamenti, poi nella sua camera, e infine nel suo letto, che rifiutò di lasciare per mesi interi.
Lo stesso ritmo giornaliero del granduca si svolgeva irregolarmente, come è riferito da Harold Acton: «la giornata del Granduca s'iniziava a mezzogiorno...pranzava sempre alle cinque del pomeriggio e cenava alle due di notte. Mangiava sempre da solo e di solito a letto: la storia di un giorno è quella di un anno». Nonostante la malinconia causata dalle sventure della sua vita, il granduca non aveva perso il suo tipico umorismo davanti ai casi della vita. Per esempio, quando Giuliano Dami, il suo amante e amico di scorribande, vendeva gli oggetti del granduca per guadagno, Gian Gastone, ritrovandoli tra le mercanzie che i commercianti gli offrivano a corte, esclamava: «Toh, chi non muore si rivede!»

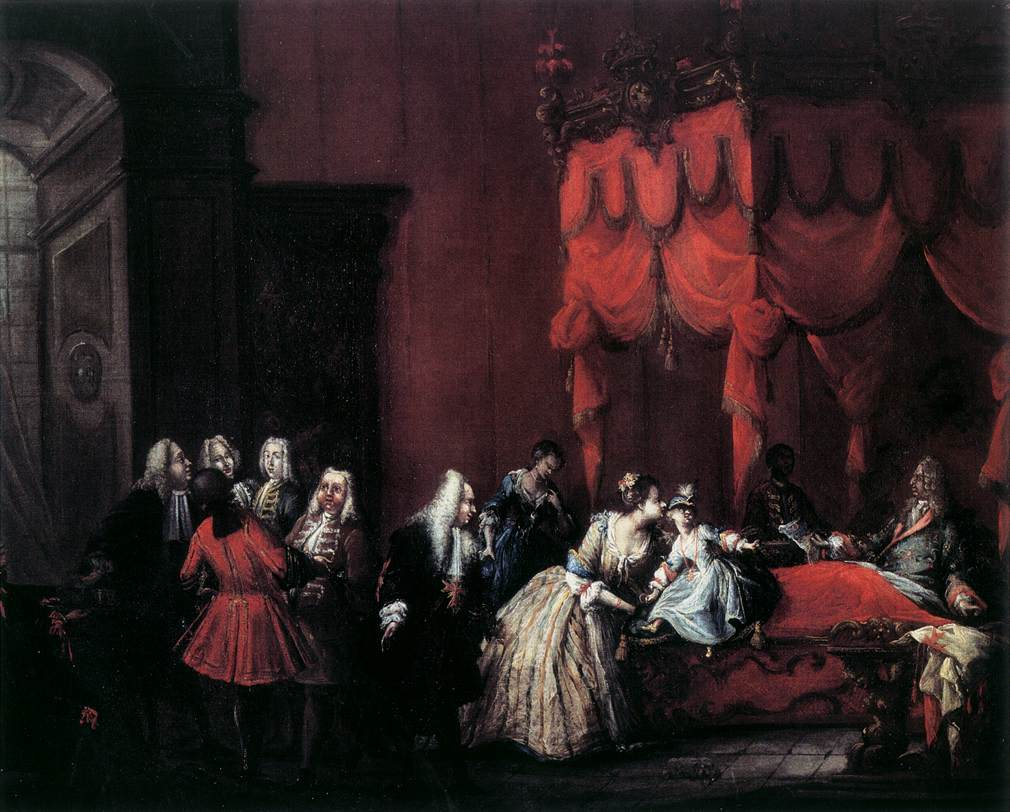
Anonimo, Il Granduca Gian Gastone a letto mentre riceve Cosimo Riccardi e Giulia Spada, 1736, olio su tela, Museo degli argenti, Palazzo Pitti, Firenze

### I ruspanti
Il granduca trascorreva talvolta le giornate in festini omosessuali organizzati da Giuliano Dami, il quale si occupava personalmente di reclutare ragazzini generalmente di modestissima condizione per il divertimento del suo padrone. Questi ragazzi, che erano circa 370, furono chiamati "ruspanti" perché pagati con i "ruspi", le monete del Granducato di Toscana. Con essi, Gian Gastone si dava a orge interminabili, che duravano anche l'intera giornata; capitava anche che volesse essere semplicemente vilipeso e che lo «strapazzassero come un pupazzo».
Sempre per divertimento, chiamava i ruspanti coi nomi dei più importanti aristocratici, talmente aveva in uggia quella classe sociale. L'enorme credito che essi godevano presso il granduca rendeva queste bande di giovani molto pericolose e temute dalla popolazione (e in particolar modo da Anna Maria Luisa, che li detestava), in quanto si davano a scorribande per tutta la città, diventando anche aggressivi e violenti. Nel 1731, poiché non avevano visto il granduca per due settimane, e non avendo di conseguenza ricevuto il loro salario, temettero che fosse morto e si ammassarono davanti a Palazzo Pitti, chiedendo di vedere il granduca e tentando di entrarvi con la violenza.

## La riscoperta dei resti
Come tutti i suoi antenati, Gian Gastone non fu posto nella monumentale Cappella dei Principi, dove si trovano in realtà dei vuoti sarcofagi in porfido, ma nella grande cripta delle Cappelle medicee, realizzate due secoli prima dal Buontalenti. Nel caso specifico Gian Gastone è risultato sepolto in una seconda cripta dietro l'altare maggiore delle Cappelle, scoperta soltanto durante l'ultima ricognizione del 2004 da parte del professore di storia della medicina dell'Università di Pisa Gino Fornaciari:
(Progetto Medici)
L'epigrafe celebrativa, in latino, recita così:
(Lippi, pp. 68-69)

## Ascendenza
|                            |                      |                              | Genitori                        |  |  | Nonni |  |  | Bisnonni             |  |  | Trisnonni               |  |
|                            |                      |                              |                                 |  |  |       |  |  | Cosimo II de' Medici |  |  | Ferdinando I de' Medici |  |
|                            |                      |                              |                                 |  |  |       |  |  | Cosimo II de' Medici |  |  | Ferdinando I de' Medici |  |
|                            |                      | Cristina di Lorena           |                                 |  |  |       |  |  | Cosimo II de' Medici |  |  |                         |  |
| Ferdinando II de' Medici   |                      |                              |                                 |  |  |       |  |  | Cosimo II de' Medici |  |  |                         |  |
|                            |                      | Maria Maddalena d'Austria    | Carlo II d'Austria              |  |  |       |  |  |                      |  |  |                         |  |
|                            |                      | Maria Maddalena d'Austria    | Carlo II d'Austria              |  |  |       |  |  |                      |  |  |                         |  |
|                            |                      | Maria Maddalena d'Austria    | Maria Anna di Baviera           |  |  |       |  |  |                      |  |  |                         |  |
| Cosimo III de' Medici      |                      | Maria Maddalena d'Austria    |                                 |  |  |       |  |  |                      |  |  |                         |  |
|                            |                      | Federico Ubaldo della Rovere | Francesco Maria II della Rovere |  |  |       |  |  |                      |  |  |                         |  |
|                            |                      | Federico Ubaldo della Rovere | Francesco Maria II della Rovere |  |  |       |  |  |                      |  |  |                         |  |
|                            |                      | Federico Ubaldo della Rovere | Livia della Rovere              |  |  |       |  |  |                      |  |  |                         |  |
| Vittoria della Rovere      |                      | Federico Ubaldo della Rovere |                                 |  |  |       |  |  |                      |  |  |                         |  |
|                            |                      | Claudia de' Medici           | Ferdinando I de' Medici         |  |  |       |  |  |                      |  |  |                         |  |
|                            |                      | Claudia de' Medici           | Ferdinando I de' Medici         |  |  |       |  |  |                      |  |  |                         |  |
|                            |                      | Claudia de' Medici           | Cristina di Lorena              |  |  |       |  |  |                      |  |  |                         |  |
| Gian Gastone               |                      | Claudia de' Medici           |                                 |  |  |       |  |  |                      |  |  |                         |  |
|                            | Enrico IV di Francia | Antonio di Borbone-Vendôme   |                                 |  |  |       |  |  |                      |  |  |                         |  |
|                            | Enrico IV di Francia | Antonio di Borbone-Vendôme   |                                 |  |  |       |  |  |                      |  |  |                         |  |
|                            | Enrico IV di Francia | Giovanna III di Navarra      |                                 |  |  |       |  |  |                      |  |  |                         |  |
| Gastone d'Orléans          | Enrico IV di Francia |                              |                                 |  |  |       |  |  |                      |  |  |                         |  |
|                            |                      | Maria de' Medici             | Francesco I de' Medici          |  |  |       |  |  |                      |  |  |                         |  |
|                            |                      | Maria de' Medici             | Francesco I de' Medici          |  |  |       |  |  |                      |  |  |                         |  |
|                            |                      | Maria de' Medici             | Giovanna d'Austria              |  |  |       |  |  |                      |  |  |                         |  |
| Margherita Luisa d'Orléans |                      | Maria de' Medici             |                                 |  |  |       |  |  |                      |  |  |                         |  |
|                            |                      | Francesco II di Lorena       | Carlo III di Lorena             |  |  |       |  |  |                      |  |  |                         |  |
|                            |                      | Francesco II di Lorena       | Carlo III di Lorena             |  |  |       |  |  |                      |  |  |                         |  |
|                            |                      | Francesco II di Lorena       | Claudia di Valois               |  |  |       |  |  |                      |  |  |                         |  |
| Margherita di Lorena       |                      | Francesco II di Lorena       |                                 |  |  |       |  |  |                      |  |  |                         |  |
|                            |                      | Cristina di Salm-Badenweiler | Paolo di Salm-Badenweiler       |  |  |       |  |  |                      |  |  |                         |  |
|                            |                      | Cristina di Salm-Badenweiler | Paolo di Salm-Badenweiler       |  |  |       |  |  |                      |  |  |                         |  |
|                            |                      | Cristina di Salm-Badenweiler | Marie Le Veneur de Tillières    |  |  |       |  |  |                      |  |  |                         |  |
|                            |                      | Cristina di Salm-Badenweiler |                                 |  |  |       |  |  |                      |  |  |                         |  |

### Ascendenza patrilineare
1. Medico di Potrone, *1046 †1102
2. Bono di Potrone, *1069 †1123
3. Bernardo di Potrone, *1099 †1147
4. Giambuono de' Medici, *1131 †1192
5. Chiarissimo, *1167 †1210, legato a Siena
6. Filippo, detto "Lippo", *? †?
7. Averardo, *? †1286
8. Averardo di Averardo, *? †1318, gonfaloniere di Giustizia (1314)
9. Salvestro, detto Chiarissimo, *? †1346, legato a Venezia
10. Averardo di Chiarissimo, detto "Bicci", *1320 †1363
11. Giovanni di Bicci, *1360 †1429
12. Lorenzo il Vecchio, *1395 †1440
13. Pierfrancesco il Vecchio, *1430 †1476
14. Giovanni il Popolano, *1467 †1498
15. Giovanni delle Bande Nere, *1498 †1526
16. Cosimo I, Granduca di Toscana, *1519 †1574
17. Ferdinando I, Granduca di Toscana, *1549 †1609
18. Cosimo II, Granduca di Toscana, *1590 †1621
19. Ferdinando II, Granduca di Toscana, *1610 †1670
20. Cosimo III, Granduca di Toscana, *1642 †1723
21. Gian Gastone, Granduca di Toscana, *1671 †1737

## Teatro
- Tessa Bernardi, L'ultimo de' Medici, Produzione Il Mese Mediceo

### Esplicative
1. ↑  In Acton, p. 214, si cita il Dami come presente nel seguito che avrebbe accompagnato Gian Gastone verso la Boemia. Pertanto, si può ipotizzare che la conoscenza del principe col Dami sia avvenuta in quegli anni immediatamente precedenti al matrimonio con Anna Maria Francesca.
2. ↑  Young, p. 714. Elisabetta era difatti la bisnipote di Margherita de' Medici (1612-1679), figlia di Cosimo II, che era andata in sposa a Odoardo I Farnese.
3. ↑  Il Granprincipe Ferdinando, nella sua giovinezza, era fuggito dalla corte bigotta del padre per risiedere nella villa di Pratolino, ove protesse artisti, letterati e musicisti. Cfr. Cesati, p. 127.
4. ↑  La pena di morte verrà abolita definitivamente nel 1786, su decreto di Pietro Leopoldo (cfr. Pene Vidari, p. 272).
5. ↑  Francesco Stefano di Lorena, futuro imperatore Francesco I, era parente prossimo dello stesso Gian Gastone. Il legame di parentela cronologicamente più vicino ai due si trova nelle nozze di Enrico IV di Francia e Maria de' Medici, bisnonni di Gian Gastone e trisavoli di Francesco Stefano. Gastone di Borbone-Orléans, nonno materno di Gian Gastone, e Luigi XIII di Francia, bisnonno di Francesco Stefano, erano fratelli, figli di Enrico IV e di Maria de' Medici. Pertanto, Margherita Luisa di Borbone-Orléans, madre di Gian Gastone, e Filippo I di Borbone-Orléans, nonno materno di Francesco Stefano, erano cugini. Gian Gastone era quindi cugino di secondo grado di Elisabetta Carlotta di Borbone-Orléans, madre di Francesco Stefano. Si può ancora notare che Nicola II di Lorena, bisnonno di Francesco Stefano, era fratello di Margherita di Lorena, nonna materna di Gian Gastone: la già citata madre di Gian Gastone, Margherita Luisa, era quindi cugina anche di Carlo V di Lorena, nonno paterno di Gian Gastone, il quale era dunque cugino secondo anche di Leopoldo di Lorena, il padre di Francesco Stefano.

### Bibliografiche
1. 1 2 3 4 5 6 7 8 9 10   GIAN GASTONE I de' Medici, granduca di Toscana, in Treccani. URL consultato il 9 dicembre 2017.
2. 1 2 3 4 5 6 7 8 9 10   Gian Gastone de’ Medici: l’ultimo granduca della dinastia, su toctocfirenze.it. URL consultato il 9 dicembre 2017 (archiviato dall'url originale il 10 dicembre 2017).
3. 1 2 3   Luglio 1737: la morte di Gian Gastone e la fine della dinastia Medici, su storiadifirenze.org. URL consultato il 9 dicembre 2017.
4. ↑  Pagano, p. 265.
5. ↑  Acton, p. 107.
6. ↑  Paoli: «G., come del resto il fratello e la sorella, figlia prediletta di Cosimo III, nella prima adolescenza mantenne con la madre un rapporto epistolare formalmente affettuoso...»; Acton, p. 132: «Non è probabile che [Margherita Luisa, n.d.a.] fosse molto attaccata ai figli».
7. ↑  Young, p. 738 e Cesati, p. 128.
8. ↑  Acton, p. 161.
9. 1 2 3 4 5 6 7 8 9  Paoli.
10. 1 2 3  Young, p. 738.
11. 1 2  Cesati, p. 128.
12. ↑  Young, p. 737.
13. ↑  Paoli: «...il viaggio compiuto nel maggio del 1691 per accompagnare a Verona la sorella...».
14. ↑  Paoli e Acton, p. 169.
15. ↑  Riguccio Galluzzi, p. 280.
16. ↑  Acton, p. 214.
17. ↑  Cesati, p. 127.
18. 1 2  Martelli.
19. ↑  Cesati, p. 128 e Young, p. 739.
20. 1 2  Young, p. 739.
21. ↑  Paoli: «La funzione, molto sfarzosa, fu officiata dal vescovo ausiliare di Osnabrück...».
22. ↑  Vannucci, p. 232.
23. ↑  Acton, p. 214 e Young, p. 749.
24. ↑  Acton, pp. 217-218.
25. ↑  Acton, p. 218 e Young, p. 740.
26. ↑  Acton, p. 219 e Cesati, p. 129.
27. ↑  Young, pp. 740-741.
28. ↑  Acton, p. 243.
29. ↑  Vannucci, p. 234.
30. ↑  Montanelli-Gervaso, pp. 214-215 e Acton, p. 238.
31. ↑  Bruschi, p. 30; p. 47.
32. ↑  Bruschi, p. 193.
33. 1 2 3  Cesati, p. 130.
34. ↑  Paoli, Francesco Maria e Vannucci, p. 236
.
35. 1 2  Paoli, Francesco Maria.
36. ↑  Acton, p. 262.
37. 1 2 3  Fasano Guarini.
38. ↑  Fasano Guarini e Hale, p. 242.
39. ↑  Young, p. 743.
40. ↑  Gencarelli.
41. ↑  Acton, p. 271.
42. ↑  Vannucci, p. 228.
43. ↑  Acton, p. 287.
44. ↑  Riguccio Galluzzi, p. 157.
45. ↑  Vannucci, pp. 230-231 e Acton, p. 272.
46. ↑  Acton, pp. 283-284.
47. ↑  Riguccio Galluzzi, p. 208.
48. ↑  Acton, p. 284.
49. ↑  Riguccio Galluzzi, p. 209.
50. ↑  La sovrapposizione cranio-facciale del teschio di Gian Gastone de' Medici, di cui è stato realizzato un calco durante la riesumazione della salma nel 2004, con questo ritratto ha denotato una notevole sovrapponibilità del mento e della mandibola e una corrispondenza «impressionante [...] nella regione nasale».Cfr. Rollo, pp. 231-238.
51. ↑  Young, p. 734.
52. ↑  Acton, p. 134; p. 136.
53. ↑  Young, p. 750: «Le sue virtù, la sua amabilità, il suo buon senso, gli [a Gian Gastone, n.d.a] erano d'aiuto prezioso. In breve tempo ella divenne la sua principale ispiratrice, non soltanto nelle questioni di corte, ma anche negli affari pubblici».
54. ↑  Paoli, Young, p. 759; 751 e Acton, p. 288.
55. ↑  Riguccio Galluzzi, p. 408.
56. ↑  Montanelli-Gervaso, p. 224.
57. ↑  Acton, p. 316.
58. ↑  Acton, p. 296.
59. ↑  Vannucci, p. 231.
60. ↑  Fasano Guarini: «Questa avversione si manifestò nel divieto fatto all'università di Pisa di insegnare la filosofia atomistica epicurea e gassendistica...».
61. ↑  «Un episodio rilevante è da considerarsi l'istituzione, avvenuta con motu proprio di G. il 6 nov. 1726, della cattedra pisana, la prima in Italia, di diritto della natura, affidata al giovane Pompeo Neri» (Paoli).
62. ↑  Young, p. 755.
63. ↑  Riguccio Galluzzi, p. 257.
64. ↑  Strathern, p. 405.
65. ↑  Acton, p. 288.
66. ↑  Vannucci, p. 254.
67. ↑  Young, p. 752.
68. ↑  Hale, p. 243.
69. ↑  Acton, p. 302.
70. ↑  Acton, pp. 306-307.
71. ↑  Riguccio Galluzzi, pp. 282-283.
72. ↑  Riguccio Galluzzi, p. 284.
73. ↑  Romano-Vivanti, p. 15.
74. ↑  Bendiscioli, p. 271 §2 e Romano-Vivanti, p. 17.
75. ↑  Riguccio Galluzzi, p. 383.
76. ↑  Hale, p. 244.
77. 1 2  Acton, p. 312.
78. ↑  Acton, p. 312.
79. ↑  Acton, p. 313.
80. ↑  Conti, p. 899.
81. ↑  Verga.
82. ↑  Verga: «Se è vero che i "vizj" del principe furono amplificati dagli avversari della condotta del granduca...».
83. ↑  Cesati, p. 131.
84. ↑  Acton, p. 286.
85. ↑  Strathern, p. 407.
86. ↑  Acton, pp. 299-300.
87. ↑  Acton, p. 292 e Hale, p. 242.
88. ↑  Acton, p. 294.
89. ↑  Montanelli-Gervaso, p. 221.
90. ↑  Pandimiglio, p. 422.
91. ↑  Acton, p. 303.
92. ↑  Riguccio Galluzzi, p. 238 e Acton, p. 293.
93. ↑  Acton, p. 293.
94. ↑  Acton, p. 295.
95. ↑  Acton, p. 304.
96. ↑  Acton, pp. 303-304.
97. ↑  Amorevoli.
98. ↑  Granducato di Toscana:
«Dopo il fondatore Cosimo I, il Gran
Magistero dell’Ordine si trasmise ai
membri di Casa Medici succedutisi
sul trono granducale: Francesco I,
Ferdinando I, Cosimo II, Ferdinando
II, Cosimo III, Gian Gastone»